# Sagittula
Sagittula ist eine Gattung von Bakterien. Die Arten kommen im Meer vor. Sagitulla stellata kann Lignin nutzen, eine für den Stoffwechsel von Organismen schwer zugängliche Verbindung, die von Pflanzen und Algen gebildet wird und dem Holz seine Stärke verleiht. Hierzu sind fast ausschließlich nur Bakterien und Pilze in der Lage. Die Gattung zählt zu der Familie der Roseobacteraceae. Die Arten tolerieren relativ hohe Salzwerte, so stammt der zuerst beschriebene Stamm der Art Sagitulla stellata aus einer Salzwiese.

## Merkmale
Die Zellen sind stäbchenförmig. Bei der Art Sagitulla stellata wurde die Bildung von Kapseln beobachtet. Diese Art besitzt an einem Pol eine Haftstruktur (Holdfast), mit der sie sich an Zellulose- und Lignozellulose enthaltenden Partikel binden kann. Dieses wurde bei S. marina und S. salina nicht beobachtet. Endosporen oder Zysten werden nicht gebildet.

## Stoffwechsel und Wachstum
Es benötigt Sauerstoff (aerob), und zeigt einen streng aeroben Stoffwechseltyp mit Sauerstoff als terminalem Elektronenakzeptor, also die normale Atmung. Bakteriochlorophyll a ist nicht vorhanden, dies ist ein Unterschied zu vielen anderen Arten der Roseobacteriaceae.
Der erst beschriebene Stamm E-37 von Sagitulla stellata wächst auf Methanol, den Salzen verschiedener organischer Säuren, Monosacchariden, Disacchariden, Aminosäuren und aromatischen Verbindungen. Zu den von ihm genutzten Aromaten gehören ligninverwandte Verbindungen wie p-Cumarat, Cinnamat, Ferulat und Vanillat. Die Zellen verwerten auch organische Schwefelverbindungen und ähnliche Verbindungen, die von Wasserpflanzen und Algen produziert werden, wie z. B. Dimethylsulfoniopropionat, 3-Mercaptopropionat, Methanthiol und Glycinbetain. Der Stamm E-37 oxidiert Dimethylsulfid unter aeroben Bedingungen schnell zu Dimethylsulfoxid, ohne dass es zu einem weiteren Abbau von Dimethylsulfoxid kommt. Sagitulla stellata ist in der Lage, künstliches Lignin in Gegenwart von Glukose zu lösen und teilweise im Stoffwechsel zu nutzen und letztendlich zu mineralisieren.
Sagitulla marina zeigt biochemische und physiologische Merkmale, die denen von S. stellata stark ähneln. Beide Arten sind mesophil, bevorzugen einen neutralen pH-Wert (sie sind neutrophil) und wachsen mit bis zu 7 % NaCl, können verschiedene Kohlenhydrate, organische Säuren und Aminosäuren verwerten und haben die gleichen Hauptfettsäuren. Allerdings fehlt S. marina die Fähigkeit, Carboxymethylcellulose abzubauen und synthetisches Lignin in Gegenwart von Glucose zu zersetzen.
Die Art Sagittula salina zeigt ebenfalls einen leicht halophilen („salzliebenden“) Stoffwechsel. Es toleriert NaCl-Werte von bis zu 5 % und pH-Werte von bis 9. Das Wachstum erfolgt unter vollständig aeroben und ebenso unter mikroaerophilen Bedingungen, aber es wurde bei der Erstbeschreibung kein anaerobes, also unter Ausschluss von Sauerstoff stattfindendes Wachstum beobachtet. Der Test von Sagittula salina verlief negativ für saure Phosphatase und Gelatinehydrolyse, im Gegensatz zu den beschriebenen Stämmen von S. stellata DSM 11524T und S. marina DSM 102235T, die positiv für diese Aktivitäten sind.

## Systematik
Die Beschreibung der Gattung wurde im Jahr 2013 von J. M. Gonzalez und Mitarbeitern veröffentlicht. Sagittula gehört zu den Alphaproteobacteria. Andere nahe Verwandte sind marine Gattungen wie Sulfitobacter, Ruegeria, Silicibacter und Octadecabacter.
Im Juni 2025 wurden drei Arten geführt:
- Sagittula marina Lee et al. 2013
- Sagittula salina Satari et al. 2022
- Sagittula stellata Gonzalez et al. 1997

## Ökologie
Sagittula stellata wurde ursprünglich aus einer Sedimentprobe aus einer Salzwiese an der Küste von Georgia (USA) isoliert, die mit Zellulose aus Abwässern angereichert war. Die Gattung ist offenbar  an Küstenlebensräume mit Lignin angepasst. In Metagenomanalysen und Untersuchungen der Umwelt wurde Sagittula-ähnliche 16S-rRNA häufig in Küstengewässern mit hohem Eintrag an pflanzlicher Biomasse (Lignocellulose) gefunden. Sagittula spielt wahrscheinlich eine Rolle beim Abbau von Pflanzenpolymeren (Cellulose und  Lignin) in marinen Lebensräumen.
Sagittula salina wurde aus einer Aluminiumdose isoliert. Weltweit verbreitete anthropogene Rückstände stellen ein großes Umweltproblem dar, bilden allerdings auch neue ökologische Nischen, die potenzielle neue mikrobielle Arten beherbergen können. Sie stammt vom Strand von Malva-rosa an der westlichen Mittelmeerküste (València, Spanien; 39° 27′ 48,3″ N 0° 19′ 07,6″ E). Es wurden im Rahmen einer Studie über mikrobielle Gemeinschaften in Verbindung mit Meeresmüllrückständen Proben gesammelt.
Sagitulla marina wurde aus Meerwasser am Damupo Beach in Pohang in Südkorea isoliert.